# El secreto de Marrowbone
El secreto de Marrowbone es una película española de 2017 y ópera prima escrita y dirigida por Sergio G. Sánchez. Está protagonizada por George MacKay, Anya Taylor-Joy, Charlie Heaton, Mia Goth, Matthew Stagg, Kyle Soller, Nicola Harrison y Tom Fisher. Se proyectó en la sección de presentaciones especiales en el Festival Internacional de Cine de Toronto de 2017. La película fue estrenada en España el 27 de octubre de 2017 por Universal Pictures. Fuera del país fue comercializada bajo el título de Marrowbone.

## Argumento
En 1968, Rose Fairbairn lleva a sus cuatro hijos: Jack, Jane, Billy y Sam desde Inglaterra hasta su hogar de la infancia, la Residencia Marrowbone, en una zona rural de Maine. Les dice que a partir de entonces usarán el apellido "Marrowbone", su apellido de soltera. Una chica local llamada Allie se hace amiga de ellos. Sin embargo, la salud de Rose empeora y muere, dejando a Jack, el mayor, a cargo de sus hermanos. Antes de morir, Rose hace que Jack le prometa que se mantendrán juntos y que ocultarán la noticia de su muerte hasta que él pueda convertirse en su tutor legal. Poco después, un hombre aparece en la propiedad.
Seis meses después, los hermanos aún viven en la casa, con los espejos cubiertos para protegerse de un "fantasma" en el desván. Jack va al pueblo para conseguir lo necesario y corteja a Allie, quien trabaja en la biblioteca, mientras oculta su pasado. Tom Porter, el abogado del pueblo que administra la herencia de los Marrowbone, está enamorado de Allie, pero no es correspondido.
Tom le dice a Jack que recogerá el pago y la firma de Rose para finalizar la transferencia de la propiedad. Desesperados por dinero y temiendo que Tom descubra la muerte de su madre, los hermanos deciden usar la caja con el dinero de su padre y falsificar la firma de Rose en los documentos. Tras varios incidentes, comienzan a creer que el "fantasma" es su padre, quien fue encerrado en el ático y dejado para morir de hambre después de encontrarlos.
Mientras tanto, Tom intenta convencer a Allie de irse a Nueva York con él, donde empezará a trabajar en una gran firma de abogados, pero Allie rechaza sus avances. Antes de irse, él le entrega información sobre el pasado de la familia Marrowbone. Allie descubre que su padre, Simon Fairbairn, era un asesino en serie que fue condenado y posteriormente escapó de la cárcel. Mientras tanto, Jane está convencida de que Simon sigue vivo.
Tom se entera de que su nuevo empleador ya no busca un empleado, sino un socio. Le ofrecen una participación en la firma, algo que no puede pagar. Tom cree que los hermanos Marrowbone tienen más dinero, así que chantajea a Jack. Billy confronta a Jack por lo de Simon y le insta a que aborden el asunto juntos, pero Jack sufre una convulsión. Jane decide que deben contarle la verdad a Allie. Los hermanos organizan un encuentro con Allie en el lugar apartado donde se conocieron por primera vez, pero Allie solo encuentra el diario de ellos. Lo lee y descubre que Simon encontró la casa hace seis meses, y que Jack encerró a sus hermanos en el ático para mantenerlos a salvo. Jack intentó devolverle la caja de dinero a Simon, quien lo llevó al lugar apartado, pero allí su padre lo arrojó por un acantilado y lo dejó inconsciente. Cuando Jack recuperó el conocimiento, regresó a la casa solo para descubrir que Simon había asesinado a sus hermanos. Tras tapiar el ático con ladrillos, Jack, devastado, se preparó para suicidarse, pero desarrolló múltiples personalidades de sus hermanos para convencerse de que aún estaban vivos, cubriendo todos los espejos de la casa para no recordar que estaba solo y evitando subir al ático por la misma razón.
Mientras tanto, Tom llega a la casa y descubre la entrada al ático tapiada, convencido de que el dinero está escondido allí. Derriba la pared, pero Simon lo ataca. Allie va a la casa Marrowbone y encuentra a Jack discutiendo con las personalidades de sus hermanos. Ella intenta hacerlo reaccionar, pero él la rechaza, incapaz de aceptar la muerte de sus hermanos. Al ver las pertenencias de Tom, Allie sube al ático y encuentra los cadáveres momificados de los hermanos de Jack, junto a Tom, que agoniza. Simon la ataca mientras ella llama a las personalidades alternativas de Jack para pedir ayuda. Finalmente, Jack permite que "Billy" tome el control y mata a Simon.
Tiempo después, Allie cuida de Jack tras su salida del hospital psiquiátrico. Ella ignora la recomendación del médico de asegurarse de que Jack tome su medicación, sabiendo que Jack es más feliz cuando cree que sus hermanos siguen vivos y bien.

## Reparto
- George MacKay como Jack Marrowbone.
- Anya Taylor-Joy como Allie.
- Charlie Heaton como William "Billy" Marrowbone.
- Mia Goth como Jane Marrowbone.
- Matthew Stagg como Samuel "Sam" Marrowbone.
- Kyle Soller como Tom Porter.
- Nicola Harrison como Rose Marrowbone.
- Tom Fisher como Simon Fairbairn.

## Estreno
El secreto de Marrowbone se estrenó internacionalmente en el Festival Internacional de Cine de Toronto en septiembre de 2017. En España, el estreno tuvo lugar el 27 de octubre de 2017.
En su primer fin de semana, la película recaudó más de un millón de euros en España.
El 7 de marzo de 2018 se estrenó en Francia y el 13 de abril de 2018 en Estados Unidos. Además ha sido estrenada en varios países de Europa del este.

## Recepción
La película ha recibido críticas mixtas a positivas. John DeFore, de The Hollywood Reporter, dijo que «presenta algo conocido y profundamente satisfactorio (...) Es lo suficientemente aterradora como para agradar a los fanáticos del género». Jordi Costa, de la revista Fotogramas, dijo que «tiene energía, solvencia técnica y rasgos de originalidad, pero también sus problemas (...); se requiere al espectador tener una excesiva manga ancha en cuestiones de punto de vista (...)», y le otorga una puntuación de tres estrellas sobre cinco.

## Premios

### Premios Goya
| Año  | Categoría       | Nominado         | Resultado |
| ---- | --------------- | ---------------- | --------- |
| 2018 | Mejor Argumento | Ignacio Zamalloa | Nominado  |